# Oeconesus similis
Oeconesus similis är en nattsländeart som beskrevs av Mosely in Mosely och Douglas E. Kimmins 1953. Oeconesus similis ingår i släktet Oeconesus och familjen Oeconesidae. Inga underarter finns listade i Catalogue of Life.